# Nadine Nicole
Nadine Nicole Heimann (* 15. September 1983 in Rochester, Michigan) ist eine US-amerikanische Fernsehschauspielerin. Als Schauspielerin ist sie seit 2016 unter dem Namen Nadine Nicole tätig.

## Leben
Nicole Heimann wurde 1983 in Rochester, im US-Bundesstaat Michigan geboren und wuchs dort auf. Sie hat einen deutschen Vater, eine philippinische Mutter und drei Geschwister. Als Schülerin besuchte sie die Rochester Adams High School, an der sie ausgezeichnete Leistungen vorweisen konnte. Mit 18 Jahren zog sie zum Studieren nach New York City. Dort studierte sie Geisteswissenschaften an der Fordham University und Audio Engineering am SAE Institute of Design. Geld verdiente sie in der Zeit durch Modeln. Nach ihrem Studium zog Heimann nach Los Angeles.
Von 2005 bis 2007 stand Heimann in der Seifenoper Dante’s Cove erstmals für das Fernsehen vor der Kamera. Es folgten einige Nebenrollen in renommierten Fernsehserien und weiteren Seifenopern. 2014 spielte sie die Hauptrolle in dem mehrfach ausgezeichneten Kurzfilm Lonely Planet. Für die Rolle erhielt sie auf dem Laughlin International Film Festival die Auszeichnung als beste Schauspielerin. Einen größeren Handlungsbogen hatte sie als Gwen Randall in der Seifenoper Schatten der Leidenschaft (2014–2017). 2017 war sie in sieben Folgen der Comedyserie Casual als Casey zu sehen. Im folgenden Jahr spielte sie die Rolle der Clarissa Mao in der dritten Staffel der Science-Fiction-Serie The Expanse. Zunächst wurde sie in den Credits als Gastdarstellerin geführt, in der fünften Staffel der Serie als Hauptdarstellerin.
Nicole Heimann ist die Gründerin der Non-Profit-Organisation True Connection. Sie lebt in Los Angeles.

## Filmografie
- 2005–2007: Dante’s Cove (Fernsehserie, 10 Folgen)
- 2007: CSI: Vegas (CSI: Crime Scene Investigation, Fernsehserie, Folge 7x18 Ihr letzter Tanz)
- 2009: 90210 (Fernsehserie, Folge 1x20 Das Zeichen)
- 2009: Reich und Schön (The Bold and the Beautiful, Fernsehserie, Folge 5561)
- 2009: So Long, Lonesome
- 2009–2011: Workshop (Fernsehserie, 3 Folgen)
- 2010: Timbaland Feat. Katy Perry: If We Ever Meet Again (Musikvideo)
- 2010: CSI: NY (Fernsehserie, Folge 6x16 Die Axt)
- 2010: Romantically Challenged (Fernsehserie, Folge 1x02)
- 2010: Liebe, Lüge, Leidenschaft (One Life to Live, Fernsehserie, Folge 10776)
- 2011: Black Gold
- 2011: The Protector (Fernsehserie, Folge 1x13)
- 2011: Paradise Broken
- 2012: Briefcase (Kurzfilm)
- 2012: Black November
- 2014: Lonely Planet (Kurzfilm)
- 2014–2016: Schatten der Leidenschaft (The Young and the Restless, Fernsehserie)
- 2015: CSI: Cyber (Fernsehserie, Folge 1x04)
- 2016: Scorpion (Fernsehserie, Folge 3x10 Gefangen im Teer)
- 2017: Casual (Fernsehserie, 7 Folgen)
- 2018: Magnum P.I. (Fernsehserie, Folge 1x01 Alte Bekannte)
- 2018–2022: The Expanse (Fernsehserie)
- 2019: The Village (Fernsehserie, 4 Folgen)
- 2022: The Rookie: Feds (Fernsehserie, Folge 1x06)
- 2023: FBI: Most Wanted (Fernsehserie, Folge 4x14)